# Кріпачка (фільм)
«Селяни» (пол. Chłopi, в українському прокаті, чомусь, «Кріпачка») — анімаційний історичний драматичний фільм 2023 року, знятий режисерами та сценаристами Д. К. Велчмен і Г'ю Велчменом . Фільм, який є екранізацією однойменного роману Владислава Реймонта, яки приніс йому Нобелівську премію, створено з використанням техніки мальованої анімації, подібної до фільму «З любов'ю, Вінсент». У фільмі знялися Каміла Ужедовська, Роберт Гулачик, Мірослав Бака, Соня Метєліца, Ева Каспржик, Цезарій Лукашевич, Малгожата Кожуховська, Соня Богосевич, Дорота Сталінська, Анджей Конопка, Марцін Русін і Мацей Мусял. Це копродукція між Польщею, Сербією, Україною та Литвою.
Світова прем'єра відбулася на Міжнародному кінофестивалі в Торонто.

## Сюжет
«Кріпачка» — історична драма, адаптована за однойменним знаменитим романом Реймонта, присвячена долі сільського суспільства. Сюжет історії розгортається навколо Ягни, яка змушена вийти заміж за багатого старшого за неї селянина Борину. Однак вона любить його сина Антека.

## Акторський склад
- Каміла Уржедовська — Ягна
- Роберт Гулачик — Антек Борина
- Мирослав Бака — Мацей Борина
- Соня Метєліка — Ганка Боринова
- Ева Каспшик — Домінікова
- Цезарій Лукашевич — Коваль
- Малгожата Кожуховська — дружина органіста
- Соня Богосевич — дружина мера
- Дорота Сталінська — Ягустинка
- Анджей Конопка в ролі мера
- Марчін Русін у ролі Марчіна
- Мацей Мусял — Ясьо

## Виробництво
Фільм створювався протягом п'яти років з використанням техніки мальованої олійними фарбами анімації, подібно до попереднього фільму сімейного дуету Велчмен, «З любов'ю, Вінсент». Спочатку фільм знімали з акторами, а потім понад сто художників у чотирьох студіях, які знаходилися у Польщі, Литві, Україні та Сербії на основі відзнятих кадрів написали олійні картини, які після об'єднання перетворилися на кадри фільму після того, як аніматори працювали над доповненням картин, щоб анімація виглядала цілісною. Загалом на роботу над проєктом художники витратили понад 200 тисяч годин.
Фільм є результатом спільного виробництва трьох компаній: BreakThru Films у Польщі, Art Shot у Литві та Digitalkraft у Сербії та MOREFILM в Україні.
Музику для фільму написав Łukasz Rostkowski (він же «L.U.C.»), польський МС, репер, активіст і музичний продюсер родом із Вроцлава. Лукаш є засновником міжнародного Rebel Babel Ensemble (він же Rebel Babel Film Orchestra), разом із якими ним для фільму було створено «Мультимедійний концерт».

### 2022р. Наслідки російського вторгнення в Україну
Коли після російського вторгнення в Україну в лютому 2022 року вночі анімаційну студію MOREFILM у Києві, якою керували дві продюсерки Ольга Журженко та Десняна Рожкова, було закрито, продюсери фільму були вимушені швидко діяти, щоб допомогти художникам та їхнім сім'ям які знаходяться в Україні, перевозячи якомога більше із них до Польщі, для продовження роботи. Оскільки не всі українські митці змогли виїхати, у серпні 2022 року BreakThru Films допомогла відновити анімаційну студію MOREFILM у Києві, забезпечивши роботою п'ятнадцять художників та персонал.
З жовтня 2022 року в Україні почалася чергова хвиля бомбардувань енергосистеми які викликали відключення електроенергії по всій країні. Проте художники хотіли продовжувати творити, і були вимушенні організувати свій графік відповідно до ритму відключень електроенергії, годинами чекаючи на морозі, доки живлення не буде відновлено. Пізньої осені BreakThru Films запустила на краудфандинговому сайті кампанію з термінового збору коштів на придбання електрогенератора, який би повернув митцям можливість повноцінно продовжити працювати.

## Реліз
Світова прем'єра фільму відбулася на Міжнародному кінофестивалі в Торонто 13 вересня 2023 року в секції «Спеціальні презентації». Фільм також було обрано для показу на 28-му Міжнародний кінофестиваль у Пусані в секції «Flash Forward» у жовтні 2023 року.
Станом на червень 2023, фільму було продано у 40 країн. У вересні 2023, Sony Pictures Classics здобуло права на дистрибуцію фільму в Північній та Південній Америці, Середній Азії, Австралії та Новій Зеландії.

## Оцінки та критика
На агрегаторі рецензій Rotten Tomatoes рейтинг фільму становить 100 % із середньою оцінкою 7,8/10. Сайт Metacritic, який вказує середньозважену оцінку, на ньому фільм набрав 84 бали зі 100 на основі відгуків, що вказує на «загальне визнання». У Польщі фільм отримав максимально позитивні відгуки критиків. Агрегатор рецензій Mediakrytyk, вказує середньозважену оцінку, фільм отримав рейтинг 8,2 на основі 9 рецензій, що вказує на «дуже позитивну оцінку критиків».
| Нагорода / Кінофестиваль                | Дата церемонії  | Категорія                                     | Одержувач(и)       | Результат    | Прим.  |
| --------------------------------------- | --------------- | --------------------------------------------- | ------------------ | ------------ | ------ |
| Фестиваль польського кіно               | 23 вересня 2023 | Кращий фільм                                  | «Кріпачка»         | Номінація    | [ 16 ] |
| Фестиваль польського кіно               | 23 вересня 2023 | Спеціальний приз журі                         | «Кріпачка»         | Перемога     | [ 16 ] |
| Фестиваль польського кіно               | 23 вересня 2023 | Приз глядацьких симпатій                      | «Кріпачка»         | Перемога     | [ 16 ] |
| Фестиваль польського кіно               | 22 вересня 2022 | Crystal Star Elle Award                       | Каміла Уржедовська | Перемога     | [ 17 ] |
| Фестиваль польського кіно               | 22 вересня 2022 | Chopard любить кіно — Chopard & W. Kruk Award | Каміла Уржедовська | Перемога     | [ 17 ] |
| Міжнародний кінофестиваль у Пусані      | 13 жовтня 2023  | Нагорода Flash Forward                        | «Кріпачка»         | В очікуванні | [ 18 ] |
| Міжнародний кінофестиваль у Вальядоліді | 28 жовтня 2023  | Премія Алквімія                               | «Кріпачка»         | В очікуванні | [ 19 ] |